# Baltiska hertigdömet

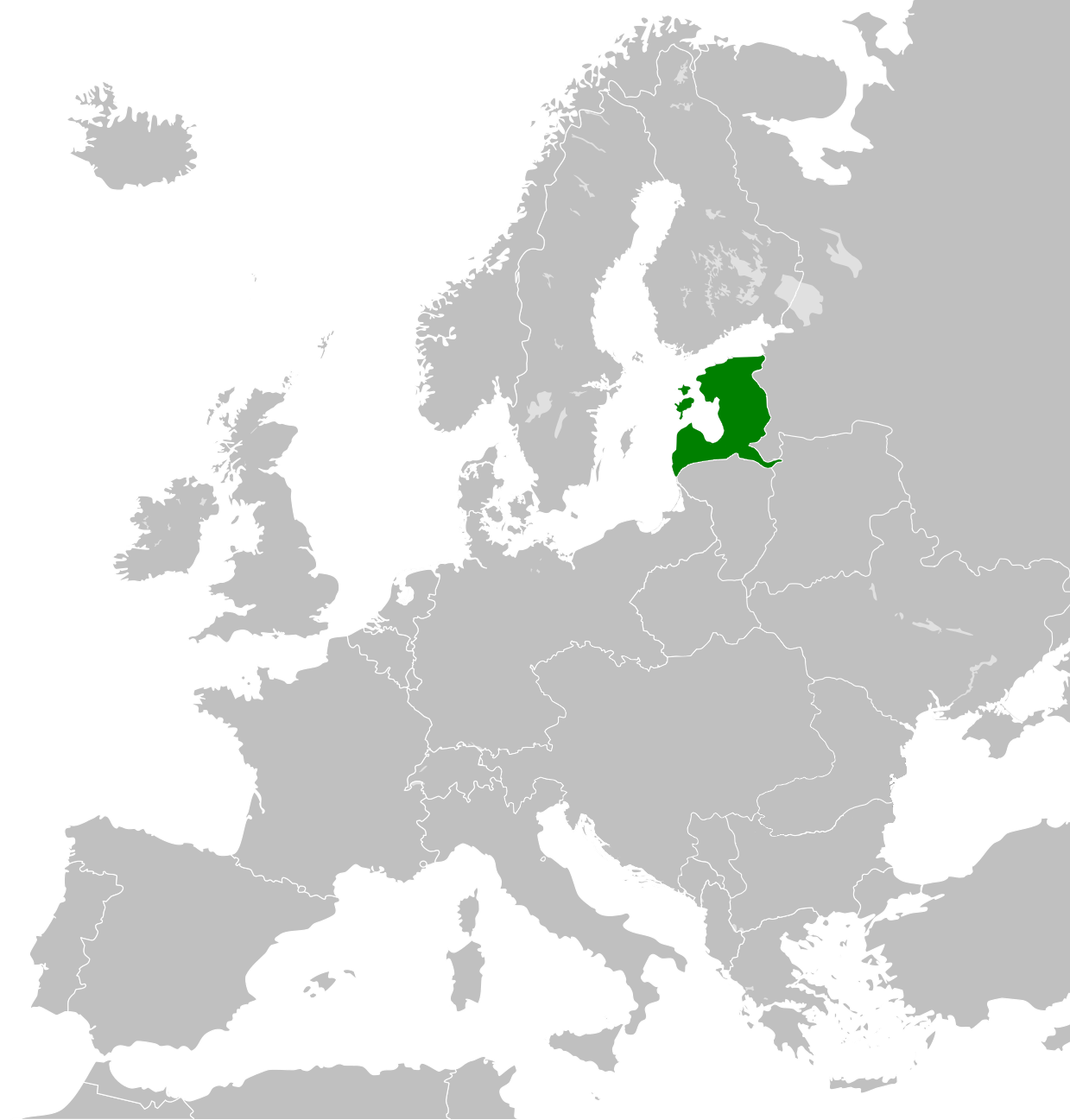
Baltiska hertigdömets föreslagna territorium på 1918 års karta över Europa.

Förenta baltiska hertigdömet, även känt som Storhertigdömet Livland, var en hypotetisk stat som föreslogs av den balttyska adeln och den till Baltikum landsförvisade ryska adeln som kommit till området efter den ryska revolutionen. Idén var att hertigdömet skulle skapas i de ryska provinser som ockuperats av Tyskland under första världskriget, vilket täckte de områden som idag är Lettland, Estland och en liten del av Litauen. Idén, som föreslogs i Estland, Lettland, Litauen och Vitryssland, omfattade skapandet av hertigdömet Kurland och hertigdömet Estland, samt Livland som skulle vara i personalunion med kronan av Preussen under det Tyska Kejsardömet.

## Historia
Idén föreslogs efter att Tyskland hade invaderat Ryssland i första världskriget och efter den ryska revolutionen 1917 när Ryssland under Lenins ledning inte hade några planer på att återerövra de baltiska länderna. Den tyska och den ryska adeln i dessa länder ansåg att ett enat Baltikum skulle vara mycket starkare och enklare stå emot de kringliggande länderna och i synnerhet Sovjetunionen. Denna idé med ett enat baltiskt hertigdöme stöddes av det Tyska kejsardömet.
Adolf Fredrik av Mecklenburg-Schwerin var tänkt att bli det Baltiska hertigdömets första statschef men han tackade sedan nej 1918 när han såg att hertigdömets styrning hade slutat att fungera, och 18 november 1918 var det klart att hertigdömet aldrig skulle skapas. Då begärde Lettland självständighet från det Baltiska hertigdömet och efter det begärde även Estland att utträda. Tyskland skickade soldater till Estland och Lettland. Tyska trupper samt ryska soldater från den vita armén erövrade Riga den 22 maj 1919. Efter det har tyska soldater som kommit till de baltiska länderna efter den tyska kapitulationen, så kallade frikårer, anklagats för att ha dödat hundratals civila, upp emot 3000 enbart i Riga. Den baltiska regeringen försökte stoppa alla uppror genom att starta Landeswehr vars uppgift blev, förutom att hålla nere civilbefolkningen, att försvara landet mot bolsjevikerna. I Estland skickade man Landeswehr för att erövra land från den estniska rebellarmén. Landeswehr skickades även till Petrograd men förlorade vid slaget vid Cēsis den 19-23 juni 1919. Efter förlusten började tyskarna en omfattande reträtt från Riga. Storbritannien skickade även en armé under Hubert Gough för att hjälpa de estniska och lettiska trupperna. Alla dessa påfrestningar fick det Baltiska hertigdömets regering att kapitulera i juli 1919.